# Південний економічний район

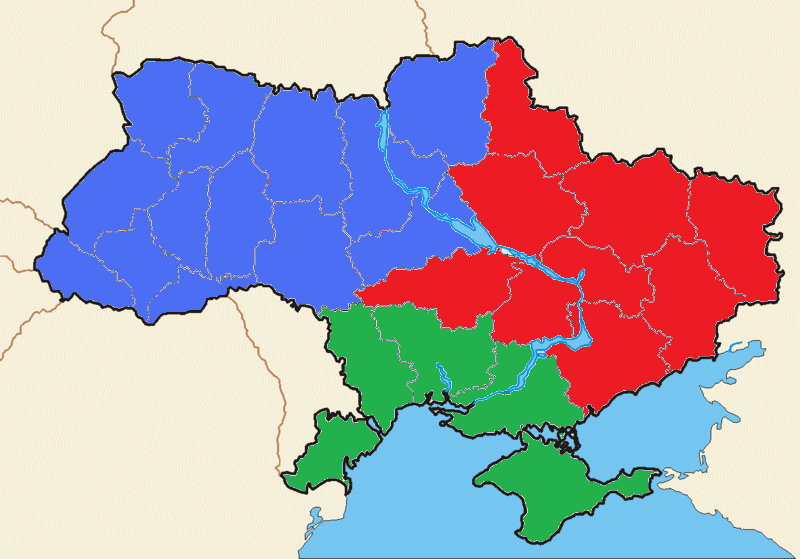
Економічні райони Української РСР. Червоний - Донецько-Придніпровський, синій - Південно-Західний, зелений - Південний

Південний економічний район  — один з 19 економічних районів СРСР, складався з чотирьох областей УРСР:
1. Кримська область (зараз  — Автономна Республіка Крим)
2. Миколаївська область
3. Одеська область
4. Херсонська область

Населення   — 7 560 тис. осіб (1987). 
Основні галузі спеціалізації: машинобудування (суднобудування, сільськогосподарське і т.д), багатогалузева харчосмакова та легка промисловість. 
Сільське господарство: провідна роль  — землеробство: вирощують зернові та олійні культури. Розвинені овочівництво, плодівництво, виноградарство. Тваринництво (молочно-м'ясне скотарство, тонкорунне вівчарство, свинарство). 